# Reserve (Memoiren)
Reserve (englischsprachiger Originaltitel: Spare) ist der deutschsprachige Titel der Memoiren von Harry, Duke of Sussex (zweitgeborener Sohn von Charles III., König des Vereinigten Königreichs), die vom Ghostwriter und Schriftsteller J. R. Moehringer verfasst und im Januar 2023 veröffentlicht wurden.
Die Memoiren behandeln im Wesentlichen Harrys Leben und geben Einblicke in die Beziehungen zu seinem Vater Charles und zu seinem Bruder William, Prince of Wales sowie in das Innenleben der britischen Königsfamilie.

## Veröffentlichung
Das offizielle Veröffentlichungsdatum der über Penguin Random House vertriebenen Memoiren war der 10. Januar 2023. In einigen Buchhandlungen in Spanien gelangten die Memoiren aber versehentlich bereits vier Tage vor dem offiziellen Verkaufsstart, am 6. Januar 2023, in den Verkauf. Das Buch erschien in 16 Sprachen. Nach Angaben des britischen Nachrichtensenders Sky News bezieht sich der Titel Spare auf die Phrase „heir and a spare“ (übersetzt: „Erbe und ein Ersatz“). Spare ist gemäß unbestätigten Berichten der britischen Boulevardzeitung Daily Mail Teil eines Verlagsvertrags über vier Bücher, von denen eines ein Wellness-Guide von Harrys Frau, Meghan, Duchess of Sussex, sein soll.
Der Stückpreis lag bei der Buchvorstellung bei 28 britischen Pfund, jedoch kündigten große Buchhändler in Großbritannien im November 2022 an, Spare zum halben Preis verkaufen zu wollen, was zu Kritik von kleinen Buchhändlern führte, die das Buch für einen so stark ermäßigten Preis nicht anbieten können. Im Juli 2021 wurde bekannt, dass der Erlös aus dem Verkauf teilweise für wohltätige Zwecke verwendet werden soll, und dass Harry Berichten zufolge einen Vorschuss von mindestens 20 Millionen US-Dollar erhält. Im darauffolgenden Monat erklärte Harry, dass 1,5 Millionen US-Dollar des Erlöses aus den Memoiren an die Wohltätigkeitsorganisation Sentebale und 300.000 Pfund an WellChild gehen sollen.
Harry gab in den Vereinigten Staaten und im Vereinigten Königreich drei Fernsehinterviews, um für das Buch zu werben. Ein Interview mit Harry von Anderson Cooper in der US-Nachrichtensendung 60 Minutes wurde am 8. Januar ausgestrahlt, ebenso wie ein Interview von Tom Bradby mit dem Titel Harry: The Interview auf dem britischen Fernsehsender ITV 1. Ein drittes Interview von Michael Strahan auf Good Morning America mit dem Titel Prince Harry: In His Own Words wurde am 9. Januar ausgestrahlt. Am 10. Januar war Harry Gast in der The Late Show with Stephen Colbert. Auch dem People Magazine gab Harry ein Interview. Bei der Veröffentlichung stellte das Buch einen Rekord auf: Es verkaufte sich in englischsprachigen Ländern am Veröffentlichungstag mehr als 1,4 Millionen Mal und war damit bereits am 1. Verkaufstag so gefragt, wie zuvor kein anderes Buch des Penguin Random House-Verlags (das die weltgrößte Gruppe von Publikumsverlagen ist).

## Inhalt
Die Memoiren behandeln Harrys Leben und geben darüber hinaus Einblicke in die Beziehungen zu seinem Vater Charles und seinem Bruder William sowie weiteren Details aus dem Innenleben der britischen Königsfamilie. Harrys Unmut darüber, der „Ersatzmann“ zu sein, zieht sich wie ein roter Faden durch das Buch. Es gibt Kapitel über sein frühes Leben, seine Ausbildung, seine Zeit als arbeitender Royal und in der britischen Armee, seine Beziehung zu seinen Eltern und seinem Bruder sowie zu seiner Frau Meghan in der Zeit ihres Kennenlernens, ihrer Ehe und ihrer Elternschaft.

### Frühes Leben und Dianas Tod
In einem der ersten Kapitel denkt Harry über den Tag seiner Geburt nach, als sein Vater Charles zu seiner Mutter Diana gesagt haben soll: „Wunderbar! Jetzt hast du mir einen Erben und einen Ersatzmann geschenkt - meine Arbeit ist getan.“ Er fügt hinzu, dass er als Ersatzmann für William geboren wurde, für den Fall, dass er eine Organtransplantation oder eine Bluttransfusion benötigte. In dem Buch widerlegt Harry die Gerüchte, dass sein Vater nicht Charles, sondern einer der Liebhaber seiner Mutter, James Hewitt, gewesen sei. Er glaubt, dass „ein Grund für das Gerücht Major Hewitts rotes Haar war, aber ein anderer war Sadismus“, der von der Boulevardpresse angeheizt wurde. Er fügt hinzu, dass sogar Charles einmal darüber scherzte, was er für „geschmacklos“ hielt. Er vergleicht die Dynamik zwischen ihm und seinem Bruder William als Ersatzmann und Erbe mit der von Prinzessin Margaret und seiner Großmutter Königin Elisabeth II. Er erwähnt, dass er „nichts für [Margaret] empfand, außer ein bisschen Mitleid und eine Menge Anspannung“, und fügt hinzu, dass „sie eine Zimmerpflanze mit einem Blick töten könnte“. Harry erwähnt, dass er an der Ludgrove School Gefallen an der „heißen“ Oberin Miss Roberts fand, fügt aber hinzu, dass eine andere Patronin namens Pat, die unter krummen Knien und einer steifen Wirbelsäule litt und über die er sich lustig machte, „uns nicht geil machte“, da sie „klein, mausgrau, entnervt“ war.
Harry erzählt, dass er frühmorgens von seinem Vater über den Tod seiner Mutter informiert wurde. Er behauptet, dass die Vorstellung, dass er und sein Bruder hinter dem Sarg ihrer Mutter hergehen sollten, mehrere Erwachsene entsetzte, insbesondere ihren Onkel Lord Spencer. Er erwähnt, dass er jahrelang glaubte, seine Mutter sei untergetaucht, um der Presse zu entgehen, und behauptet, dass auch sein Bruder William solche Gedanken hatte. Er spricht auch darüber, dass die zusammenfassende Schlussfolgerung der Untersuchungen zum Tod ihrer Mutter „vereinfachend und absurd“ war. Er fragt sich, warum die Paparazzi, die Diana verfolgten, und ihre Auftraggeber, nicht im Gefängnis saßen, wenn nicht „Korruption und Vertuschung an der Tagesordnung“ gewesen war. Harry behauptet, dass er und sein Bruder vorhatten, eine Erklärung abzugeben, um gemeinsam die Wiederaufnahme der Ermittlungen zu fordern, aber „diejenigen, die darüber entschieden, haben uns davon abgehalten“. Harry erwähnt, dass er während seiner Reise nach Paris zum Halbfinale der Rugby-Weltmeisterschaft 2007 einen Mann mit 97 km/h durch denselben Tunnel fahren ließ, in dem seine Mutter gestorben war, und zwar mit der Geschwindigkeit, mit der auch Dianas Auto durch den Tunnel gefahren war. Schließlich sei diese Entscheidung aber „schlecht durchdacht“ gewesen, da sie ihm nur noch mehr Schmerz bereitete. Später gibt er zu, dass er, um mit seiner Mutter in Kontakt zu treten, eine Frau um Hilfe bat, die „behauptete, übersinnliche Kräfte“ zu haben.

### Teenagerjahre, Drogenkonsum und Einsatz in Afghanistan
In seinen Memoiren gibt Harry zu, dass er im Alter von 17 Jahren Kokain genommen hatte, was, wie er sagt, „nicht sehr lustig war“, aber „ich fühlte mich dadurch anders“. Er erinnert sich daran, dass er von Cannabis so high war, dass er anfing, einem Fuchs etwas zuzuflüstern, den er als ein Zeichen aus einer anderen Welt ansah. Er fügt hinzu, dass er auf einer Party im Haus von Courteney Cox im Januar 2016 auch Magic Mushrooms genommen und „mit Tequila heruntergespült“ habe, woraufhin er auf einer Toilette Halluzinationen hatte und mit dem Mülleimer und der Toilette sprach. Er erwähnt, dass die Herausgeberin der News of the World, Rebekah Brooks, darauf bestand, Beweise für seinen Drogenkonsum zu sammeln. Harry beschreibt sie als „widerliche Kröte“ und „eine infizierte Pustel am Arsch der Menschheit, plus eine beschissene Ausrede für eine Journalistin“. Harry beschreibt auch die „demütigende Episode“, in der er seine Jungfräulichkeit auf einem Feld hinter einer belebten Kneipe an „eine ältere Dame, die Pferde liebte“ verlor, und die ihn „wie einen jungen Hengst“ behandelte. Harry beschreibt auch eine Episode in einer Bar, in der er „trank und trank und versuchte, sich zu prügeln“. Er erwähnt, dass er hinausgeworfen wurde und er im Hotel seinen Leibwächter „anknurrte“, „auf ihn einschlug und ihm eine Ohrfeige gab“. Nachdem er keine Reaktion erhalten habe, habe er ihn erneut geohrfeigt, denn „ich war entschlossen, ihn zu verletzen“.
Harry behauptet, dass sein Bruder William und seine zukünftige Schwägerin Kate Middleton ihm vorgeschlagen hätten, für eine Native and Colonial-Kostümparty im Jahr 2005 anstatt seiner Pilotenuniform eine Naziuniform anzuziehen. Er erwähnt, dass er Catherine „mochte“, als er sie das erste Mal sah. Er beschreibt sie als „mehr Schwester als Schwägerin“, und dass er sie gerne lachen sah. Über seine Einsätze in Afghanistan berichtet Harry, dass er an sechs Missionen teilnahm, bei denen 25 Taliban-Mitglieder getötet wurden, die er nicht als „Menschen“, sondern als „Schachfiguren“ betrachtete, die vom Brett genommen wurden.

### Beziehung zu Charles und Camilla, Williams Hochzeit und Caroline Flack
Harry erwähnt, dass sowohl er als auch sein Bruder damit einverstanden waren, Charles’ Geliebte Camilla Parker Bowles in ihre Familie aufzunehmen. Unter der Bedingung, dass ihr Vater sie nicht heirate. Er behauptet, dass Camilla ihn „auf ihrem persönlichen PR-Altar“ geopfert habe, um ihr eigenes öffentliches Image zu verbessern, und dass sie Details eines Gesprächs, das sie mit William führte, an die Presse weitergegeben habe. Er behauptet, dass William „enorme Schuldgefühle“ verspürte, weil er die Affäre seines Vaters mit Camilla nicht ansprach, und dass er „schon lange einen Verdacht gegen die andere Frau hegte“. Er fügt hinzu, dass die Affäre William „verwirrte“ und „quälte“. Harry behauptet auch, dass Camilla beim Tod seiner Mutter in gewisser Weise „eine Rolle gespielt“ habe, weil sie „entscheidend“ für das Auseinanderbrechen der Ehe seiner Eltern gewesen sei. Er vergleicht seine erste Begegnung mit ihr mit einer „Injektion“ und fügt hinzu, Camilla sei „gelangweilt“ gewesen; zum Teil weil Harry nicht Charles’ Erbe und damit keine Bedrohung war für ihren Wunsch, seinen Vater zu heiraten. Harry räumt ein, dass sein Vater nach der Heirat mit Camilla glücklich war und dass er wollte, dass sowohl sein Vater als auch Camilla glücklich sind. Er fragte sich, ob „sie weniger gefährlich sei, wenn sie glücklich ist“. Harry behauptet auch, dass Camilla sein Schlafzimmer im Clarence House zu ihrer Garderobe machte, nachdem er es geräumt hatte. Er erwähnt auch Charles’ Erfahrungen in der Privatschule Gordonstoun, wo dieser laut Harry schikaniert worden war und „fast nicht überlebt hätte“. Er spricht über die Bindung seines Vaters an dessen Teddybären, der ihm durch die Zeit in Gordonstoun half und auch als Erwachsener einer seiner Lieblingsgegenstände blieb - eine Repräsentation „der wesentlichen Einsamkeit seiner Kindheit“.
Harry beschreibt seine Rolle als Williams Trauzeuge bei der Hochzeit 2011 als „unverschämte Lüge“, weil James Meade und Thomas van Straubenzee die Hochzeitsrede hielten. Für Harry war das aber die richtige Entscheidung, da er „etwas völlig Unangemessenes“ hätte sagen können. Er erwähnt auch, dass er bei der Hochzeit eine Erfrierung am Penis hatte, als Folge seiner Reise zum Nordpol. Und dass ihm geraten wurde, eine Salbe der Marke Elizabeth Arden aufzutragen, deren Geruch ihn an seine Mutter erinnerte. Er behauptet auch, dass William sich Stunden vor der Hochzeit mit Rum betrunken habe.
Monate nach seiner Trennung von Chelsy Davy, so Harry, wurde er Caroline Flack vorgestellt. Er traf sich eine Zeit lang mit ihr, bevor die Presse ihre Beziehung „unwiederbringlich verdarb“. Er bestreitet, jemals eine Beziehung mit Cameron Diaz gehabt zu haben, trotz der Gerüchte in der Boulevardpresse. Und er meint, dass Briten bei Gerüchten in der Boulevardpresse „leichtgläubig“ seien.

### Beziehung zu Meghan und Vaterschaft
Harry erklärt, dass er an dem Tag, an dem er sein erstes Date mit Meghan Markle hatte, auf einem Boot (das keine Toilette hatte) an einem Wettrennen teilnahm und sich in die Hose machte. Sein Bruder habe ihm daraufhin abgeraten, Meghan Markle einen Heiratsantrag zu machen, da er der Meinung war, dass die Beziehung sich „zu schnell“ entwickle. Harry glaubte, dass ihre Mutter Diana ihm geholfen hatte, Meghan zu finden. Harry gesteht, dass er es bereut, nach Meghans Sexszenen in der Serie Suits gesucht zu haben. Als er Meghan damit konfrontierte, sei er „unverhältnismäßig wütend“ geworden, woraufhin sie sagte, dass sie ein solches Verhalten nicht „tolerieren“ würde und er eine Therapie machen müsse.
William sei gegen die Idee gewesen, dass er und Meghan sich in der Westminster Abbey (in der William und Catherine geheiratet hatten) oder in der St Paul’s Cathedral (in der ihre Eltern geheiratet hatten) vermählen würden. Harry schreibt, dass Meghan von der Idee „gerührt“ war, bei der Hochzeit ein Diadem seiner Mutter zu tragen. Aber stattdessen sei sie von Königin Elisabeth II. gebeten worden, eines aus ihrer eigenen privaten Sammlung auszuwählen. Er behauptet, dass die Garderobiere der Königin, Angela Kelly, ihnen den Schmuck später nicht ausleihen wollte, da dieser den Palast nicht ohne „eine Verordnung und Polizei-Eskorte“ verlassen dürfte.
Zwischen Meghan und Catherine habe es von Anfang an Spannungen gegeben, weil Catherine gedacht habe, Meghan wolle von ihren „Modekontakten“ profitieren, obwohl sie in Wirklichkeit ihre eigenen hatte. Es gab auch Meinungsverschiedenheiten zwischen Meghan und Catherine über die Kleider der Blumenmädchen. Denn Catherine sei der Meinung gewesen, dass das Kleid ihrer Tochter Charlotte kurz vor der Hochzeit von Harry und Meghan neu genäht werden müsse. Harry behauptet, Catherine habe Meghan per SMS mitgeteilt, dass Charlotte „geweint“ hatte, als sie das Kleid anprobierte, weil es „zu groß, zu lang und zu ausgebeult“ war, bevor sie von Meghan daran erinnert wurde, dass diese sich um ihren Vater kümmern musste, der krank war und nicht an der Hochzeit teilnehmen konnte.
Harry will sich auch an eine Diskussion über das Timing der Hochzeitsprobe erinnern, bei der seine zukünftige Frau seiner Schwägerin Catherine, die kurz davor ihr jüngstes Kind zur Welt gebracht hatte, gesagt haben soll, dass sie wegen ihrer Hormone an einem „Babyhirn“ leiden würde, weil sie ein Detail über die Probe vergessen hatte. Harry behauptet, Catherine habe Meghan bei einem Versöhnungstee im Kensington-Palast im Juni 2018 gesagt, dass sie sich entschuldigen müsse, da „wir uns nicht nahe genug stehen, damit du über meine Hormone reden kannst.“ Er behauptet, Meghan habe sich entschuldigt, aber William habe mit dem Finger auf sie gezeigt und gesagt, ihre Bemerkungen seien „unhöflich“. Daraufhin habe Meghan ihm gesagt, er solle den Finger aus ihrem Gesicht nehmen. Harry weist auch darauf hin, dass er und Meghan während dieses Besuchs neidisch auf die üppige Wohnungseinrichtung von William und Catherine gewesen seien, da sie ihre eigene Einrichtung beispielsweise bei IKEA und mit Meghans Kreditkarte erwerben mussten.
Harry erwähnt zwei Zeichen, die für ihn darauf hingedeutet hatten, dass er ein Kind bekommen würde. Das erste war, dass Meghan einer Gruppe von singenden Robben vorsang, die seiner Meinung nach ihren Gesang erwiderten. Das zweite bestand darin, dass Meghan zu Hause zwei Schwangerschaftstests machte und die Teststäbchen auf seinen Nachttisch legte, wo er „die blaue Schachtel mit dem Haar meiner Mutter“ aufbewahrte. Er habe in diesem Moment gedacht: „Mal sehen, was Mami mit dieser Situation anfangen kann“. Als er erfuhr, dass sie ihr erstes Kind erwarteten, habe er sich bei „Selkie“ und „Mami“ bedankt. Harry spricht auch über Meghans Fehlgeburt im Jahr 2020, und wie sie das Krankenhaus mit ihrem „ungeborenen Kind in einem winzigen Paket“ verließen. Sie seien dann an einen geheimen Ort gegangen, wo er unter einem Banyan-Baum ein Loch grub und das winzige Paket sanft in den Boden legte.

### Rücktritt von der königlichen Rolle
Im Buch ist auch eine Konfrontation zwischen Harry und seinem Bruder William im Nottingham Cottage im Jahr 2019 beschrieben. Sein Bruder habe ihn besucht, um über die ganze „Katastrophe“ ihrer Beziehung und die Kämpfe mit der Presse zu sprechen. Harry behauptet, dass William bei seiner Ankunft bereits „heiß“ war und sich über Harrys Frau Meghan beschwerte, die er angeblich als „schwierig“, „unhöflich“ und „aggressiv“ bezeichnete. Harry nennt dies „Nachplappern der Presseberichte“. Die beiden beleidigten sich weiter, und als sie in der Küche waren, behauptet Harry, habe William ihn am Kragen gepackt, seine Halskette zerrissen und ihn auf den Boden geworfen. Er sei auf den Hundenapf gefallen, dieser sei unter seinem Rücken zerbrochen, und die Scherben hätten ihn verletzt. Harry behauptet, dass es ihm widerstrebte, zurückzuschlagen, obwohl William ihn dazu provozierte. Er behauptet, dass William beim Weggehen „reumütig aussah und sich entschuldigte“. Schließlich habe er seinen Therapeuten angerufen und Meghan sei furchtbar traurig gewesen, als sie von dem Vorfall erfuhr.
Gemäß Harry soll sein Vater sich gefragt haben, ob Meghan ihre Schauspielkarriere fortsetzen wolle, da sie „kein Geld zum Sparen“ hätten. Charles habe das Paar zwar bis zu ihrer Abreise aus dem Vereinigten Königreich unterstützt, aber Harry meint, die größte Angst seines Vaters sei Meghans Popularität gewesen, da sie seine eigene in den Schatten stellen könnte. Harry behauptet auch, dass Charles und Camilla es nicht mochten, wenn William und Catherine zu viel Publicity bekamen. Er hätte auch nicht damit gerechnet, seine staatlich garantierte Sicherheit zu verlieren, nachdem er von seiner königlichen Rolle zurückgetreten war - während sein Onkel Prinz Andrew seine behalten durfte.
Er behauptet, der Sandringham-Gipfel sei ein „abgekartetes Spiel“ der Privatsekretäre des Königshauses gewesen. „Drei weiße Männer mittleren Alters“ hätten ihre Macht durch „kühne machiavellistische Manöver“ gefestigt. Und er bezeichnete sie als „die Biene“ (Sir Edward Young), „die Wespe“ (Clive Alderton) und „die Fliege“ (Simon Case). Harry erzählt auch von einem weiteren angespannten Treffen mit Charles und William nach der Beerdigung seines Großvaters Prinz Philip im April 2021, bei dem Charles erklärt haben soll: „Bitte, Jungs, macht mir meine letzten Jahre nicht zur Qual“. Harry beschreibt William als „meinen lieben Bruder, meinen Erzfeind“, und er erinnert sich, wie ihm zum ersten Mal seine „alarmierende“ Glatze und seine verblasste Ähnlichkeit zu ihrer Mutter Diana auffiel.
Er erwähnt, dass William ihn während eines gemeinsamen Spaziergangs mit ihrem Vater gefragt hätte, warum Harry denn nicht zu ihnen gekommen sei, als er Probleme mit seinem Leben am Hof hatte. Und William hätte ihm geraten, dass er seine Schwierigkeiten „mit Granny“ besprechen solle. Er sei von der Antwort seines Bruders angewidert gewesen, aber William hätte ihm gesagt, dass er ihn liebe und nur wolle, dass er glücklich sei; aber er hätte ihm nicht geglaubt.
Am Tag des Todes von Königin Elisabeth II. habe Charles zu Harry ausdrücklich gesagt, er solle allein nach Balmoral kommen. Dies hätte er zunächst als sehr beleidigend empfunden − bis er erfuhr, dass auch seine Schwägerin Catherine nicht vorhatte, an diesem Tag hinzufahren.
Nachdem es ihm verweigert worden war, im Falle seines Todes in Althorp neben seiner Mutter begraben zu werden, habe er den Familienfriedhof nahe dem Anwesen Frogmore bei Windsor als Ort für seine letzte Ruhestätte gewählt.

## Wahrheitsgehalt der Behauptungen
In dem Buch behauptet Harry, seine Stiefmutter Camilla habe der Presse Einzelheiten über ihr privates Gespräch mit seinem Bruder William zugespielt. Gegenüber The Telegraph gaben Quellen, die Camilla nahe stehen, an, dass sie nicht hinter der undichten Stelle steckte und „wütend“ war, als sie herausfand, dass Details ihres ersten Treffens mit William in der Presse veröffentlicht wurden. Sie hatte das Treffen mit ihrer Top-Beraterin Amanda MacManus besprochen, deren Ehemann, ein Medienmanager, die Informationen an einen ehemaligen Kollegen weitergab, der wiederum die Geschichte an eine Zeitung weitergab. Camilla gab damals eine öffentliche Erklärung ab, in der sie bekannt gab, dass MacManus nach einer Untersuchung „zurückgetreten“ sei.
In einem Gespräch mit der The Sunday Times stellte ein ehemaliger königlicher Berater Harrys Darstellung in Frage, wie er ein Nazi-Kostüm für eine Party auswählte, da er einer der Verantwortlichen für den Umgang mit dem Fallout war und zu der Zeit mit Harry gesprochen hatte. Er erklärte: „Keinem Berater gegenüber wurde damals erwähnt, dass es die Idee von William und Kate war oder dass sie es urkomisch fanden.“ Ein anderer Freund nannte Harrys Behauptung „Bullshit“ und fügte hinzu, dass es nichts mit William und Catherine zu tun habe. Als Antwort auf Harrys angeblichen Unmut darüber, dass er nicht die Trauzeugenrede bei der Hochzeitsfeier seines Bruders hielt, sagte ein enger Freund der Brüder: „Harry wollte nicht Trauzeuge sein, er sagte monatelang, dass es Thomas und James sein sollten, weil sie Williams beste Kumpel waren.“
Bei der Erörterung von Details zu seinem 13. Geburtstag, der im September 1997 stattfand, erklärt Harry im Buch, dass seine Mutter ihm eine Xbox zum Geburtstag geschenkt hatte, die ihm von seiner Tante Lady Sarah McCorquodale überreicht wurde. Kritiker wiesen darauf hin, dass die Videospielkonsole erstmals im März 2000 angekündigt und erst 2001 auf den Markt gebracht wurde. Einige haben behauptet, dass Harrys Erinnerung möglicherweise eine Verwechslung des Nintendo 64 oder der PlayStation mit der später erschienenen Xbox war. Eine weitere Unstimmigkeit, die von Lesern bemerkt wurde, war, dass Harry sich auf Henry VI als „mein Ur-Ur-Ur-Ur-Ur-Ur-Großvater“ bezog, was nicht korrekt ist, da das einzige Kind des Monarchen kinderlos starb. Harry behauptet auch, dass er vom Tod der Elizabeth Bowes-Lyon im Jahr 2002 durch einen Telefonanruf erfuhr, während er am Eton College war, aber Aufzeichnungen zeigen, dass er zusammen mit seinem Vater und seinem Bruder im Urlaub in der Schweiz war, als die Nachricht bekannt wurde. Ein Bekannter von Harrys Vater, der mit ihnen auf dem Skiausflug war, sagte, Harrys Darstellung im Buch sei „Blödsinn“, da er „definitiv in Klosters war, er war hier mit dem Prinzen [seinem Vater].“ Harry reflektiert dann über den Beerdigung der Königinmutter und die Juwelen auf ihrem Sarg, Er beschreibt den Koh-i-Noor als den „größten Diamanten, der jemals von menschlichen Augen gesehen wurde“, während der Cullinan-Diamant, der auch Teil der Britischen Kronjuwelen ist, laut dem Royal Collection Trust „der größte jemals gefundene Diamant“ ist.
Harry behauptet, dass seine Stiefmutter Camilla vorgeschlagen hat, dass er Generalgouverneur von Bermuda werden könnte, aber als Britisches Überseegebiet und nicht als Commonwealth Realm hat Bermuda einen Gouverneur und keinen Generalgouverneur. Harrys Behauptungen, er habe über die BBC-Website vom Tod von Königin Elizabeth II. erfahren, wurden in Frage gestellt, da The Telegraph berichtet hatte, sein Vater habe ihn persönlich über den Tod der Monarchin per Telefonanruf fünf Minuten vor der öffentlichen Bekanntgabe informiert. Harry behauptet in dem Buch auch, dass bei der ersten Begegnung mit seiner zukünftigen Frau Meghan diese ein schwarzes Sweatshirt, Jeans und Stöckelschuhe trug, während Meghan zuvor erklärt hatte, dass sie bei ihrem ersten Treffen ein blaues Kleid trug.
In einem Beitrag für The Telegraph rügte Camilla Tominey Harry für seine Behauptungen in den Memoiren, dass die ursprüngliche Geschichte in der Zeitung über Meghans und Katharinas Streit vor ihrer Hochzeit behauptete, „Meghan habe Kate wegen der Brautjungfernkleider zu Tränen gerührt“, und fügte hinzu, dass es sich bei dem Artikel um ein ausgewogenes Feature mit 1.200 Wörtern handelte: „The Telegraph hat mit zwei verschiedenen Quellen gesprochen, die behaupten, dass Kate nach einer Anprobe der Brautjungfernkleider für Prinzessin Charlotte in Tränen aufgelöst war.“ Sie fügte hinzu, dass es The Sun war, die mit der Schlagzeile „Meghan brachte Kate zum Weinen“ einen Artikel von Jack Royston veröffentlichte, der jetzt Newsweek Chefkorrespondent der Royals ist und für seine positiven Kolumnen über die Sussexes bekannt ist. Tominey fügte hinzu, dass im Gegensatz zu Harry, der andeutete, dass nur Catherine sich über das Kleid beschwert habe, die Mitarbeiter zu der Zeit darüber informiert waren, dass Meghan persönlich Beschwerden über die schlecht sitzenden Kleider geäußert hatte und andere Mütter ebenfalls verärgert waren. Sie fügt auch hinzu, dass Catherine sich persönlich mit Meghan über die Angelegenheit traf und es Meghan war, die Catherines Mitarbeiter darüber informierte, dass sie „unter Tränen“ gegangen war, um die Dinge zu glätten.
Im Buch behauptet Harry, dass „Gerüchte und Lügen“, die von Mitarbeitern stammten, die sich zwischen „Team Cambridge und Team Sussex“ entscheiden mussten, die Atmosphäre vergifteten. Er behauptet auch, dass die Angestellten unter diesen Umständen nicht einmal „konstruktive Kritik“ tolerieren konnten und beschuldigt Williams Mitarbeiter, „hinterhältig“ zu sein und „unsere beiden Gruppen von Angestellten gegeneinander aufzuhetzen“, während Meghan „Freundlichkeit“ mit Körben von Lebensmitteln und Blumen verbreitete und „Teepartys und Eiskremabende veranstaltete.“ Tominey wies darauf hin, dass Meghan, als ein Eiswagen in den Kensington-Palast gebracht wurde, angeblich strikte Anweisungen gab, dass dieser nur die Crew der Sussexes bedienen sollte, nicht aber die Cambridges, ihr Personal oder ihre Kinder. Ein ehemaliger Angestellter behauptete, Meghans Großzügigkeit mache ihr unangenehmes Verhalten noch schwieriger zu handhaben. Jason Knauf, der Kommunikationssekretär der Cambridges und Sussexes, hatte sich offiziell über Meghans Verhalten beschwert und erklärt, dass sie „im vergangenen Jahr zwei Assistenten aus dem Haushalt gedrängt hat… Die Herzogin scheint darauf bedacht zu sein, immer jemanden im Visier zu haben. Sie schikaniert X und versucht, ihr Selbstvertrauen zu untergraben.“ Er beschrieb auch die Tour des Paares durch Australien, Neuseeland, Fidschi und Tonga als „sehr herausfordernd“ und „durch das Verhalten der Herzogin verschlimmert“, obwohl Meghan vehement bestritt, jemanden zu schikanieren.
Dickie Arbiter, der ehemalige Pressesekretär von Königin Elizabeth II., forderte eine Entschuldigung von Penguin Random House, nachdem eine Passage im Buch behauptet hatte, „der ehemalige Pressesekretär der Königin“ gehöre zu einer Gruppe königlicher Kommentatoren, die als „Fleet Street Jury“ bezeichnet wird, und habe erklärt, Harry und seine Frau sollten „keine Gnade erwarten“, nachdem sie von ihrer königlichen Rolle zurückgetreten seien. Arbiter erklärte: „Ich werde zwar nicht namentlich erwähnt - mit dem Verweis auf ‚den ehemaligen Pressesekretär der Königin‘ -, aber durch die Assoziation, dass ich der einzige ehemalige Höfling bin, der regelmäßig von den Medien kontaktiert wird, zeigt der Autor mit dem Finger auf mich.“ Er bestritt, „ein Teil der ‚Jury‘ zu sein, und ich würde sicherlich keine Worte wie ‚keine Gnade erwarten‘ verwenden“, bevor er um eine Bestätigung von Penguin Random House bat. Später berichtete die Times, dass die Kommentare, auf die sich das Buch bezog, von Sir Trevor Phillips, dem ehemaligen Vorsitzenden der Gleichstellungs- und Menschenrechtskommission, stammen.
In dem Buch behauptet Harry: „Für meine tägliche Freizeitkleidung ging ich zu TK Maxx, dem Discounter. Ich mochte vor allem den einmal im Jahr stattfindenden Ausverkauf, bei dem es viele Artikel von Gap oder J.Crew gab, die gerade aus der Saison gekommen oder leicht beschädigt waren.“ TK Maxx antwortete: „Wir freuen uns zwar, dass Prinz Harry ein großer Fan ist, aber wir dachten, wir sollten erklären, dass wir eigentlich keinen Schlussverkauf machen. Stattdessen bieten wir das ganze Jahr über großartigen Wert, Stil und Einsparungen an.“ Als Reaktion darauf posteten Social-Media-Nutzer Fotos von der Marke, die in der Vergangenheit Ausverkäufe abhielt und saisonale Preisnachlässe auf Lagerware anbot. In dem Buch behauptet Harry auch, dass Meghan ein Erste-Klasse-Ticket von Air New Zealand gebucht und bezahlt habe, um ihren Vater von Mexiko nach Großbritannien zu bringen. Die Fluggesellschaft reagierte auf die Behauptungen mit der Aussage, dass sie nie Flüge zwischen Mexiko und dem Vereinigten Königreich durchgeführt habe und nur Business Premier Tarife anbiete, nicht aber die erste Klasse. Brook Sabin, der für Stuff schrieb, wies darauf hin, dass Air New Zealand früher zwischen Los Angeles und London flog, und „Meghan könnte die Tickets von Mexiko nach London über Air New Zealand gebucht haben. In diesem Fall hätte United Airlines (der Star Alliance-Partner von Air NZ) die Strecke von Mexiko nach L.A. geflogen, während Air NZ den transatlantischen Service übernommen hätte. Diese Reise hätte über Air NZ gebucht und gebucht werden können, was den Eindruck erweckt hätte, dass es sich um einen Air NZ-Service handelt.“
Als Reaktion auf die Kritik teilte J. R. Moehringer auf Twitter Zitate von Harry, die darauf hindeuten, dass er versucht habe, sich so gut wie möglich an die Ereignisse zu erinnern. Harry wurde mit den Worten zitiert: „Was auch immer die Ursache ist, mein Gedächtnis ist mein Gedächtnis, es tut, was es tut, sammelt und kuratiert, was es für richtig hält, und in dem, woran ich mich erinnere und wie ich mich erinnere, steckt genauso viel Wahrheit wie in sogenannten objektiven Fakten.“

## Folgen
Wenige Tage nach Veröffentlichung der Memoiren wies Charles III. seinen Sohn Harry an, dessen Zweitwohnsitz Frogmore Cottage, das Harry und Meghan anlässlich ihrer Hochzeit von Elisabeth II. als Residenz überlassen bekommen hatten, zu räumen. Noch im selben Jahr bot Charles III. seinem Bruder Andrew an dort einzuziehen, nachdem er diesem seine jährliche Apanage in Höhe von 250.000 Pfund gestrichen hatte.